# Длиннохвостый суслик
Длиннохвостый суслик, или суслик Эверсмана (лат. Urocitellus undulatus), — вид грызунов рода трансберингийских сусликов.

## Внешний вид
Это сравнительно крупный суслик: длина его тела 20—31,5 см, масса тела — 300—500 г. Отличается от других сусликов Евразии длинным и пушистым хвостом (10—16 см), составляющим более 40 % длины тела. Имеются защёчные мешки. Размеры и вес зверьков увеличивается в восточном и северо-восточных направлениях.
Окраска спины у этого суслика — буровато-охристая со светлым крапом; на боках и плечах переходит в рыжую. Брюхо яркое, рыжевато-жёлтое. У молодых зверьков мех более серый и однотонный, со слабо выраженной пятнистостью. Зимний мех густой, пушистый, с преобладанием серых тонов. Смена летнего меха на зимний происходит в августе; в апреле зимний мех меняется на летний.
В кариотипе 32 хромосомы.

## Распространение
Этот вид распространён на обширной территории. Его ареал идёт от Восточного Тянь-Шаня, Джунгарского Алатау, гор Тарбагатая через Алтайско-Саянскую горную страну и прилежащие районы Южной Сибири в Забайкалье, до хребта Черского и севера Большого Хингана (Монголия, Китай).
Известны два изолированных очага обитания длиннохвостого суслика:
- Якутский изолят на западном берегу Лены (до реки Вилюй), оторванный от основного ареала более чем на 1000 км. Его площадь составляет порядка 60 000 км², причём в последние десятилетия увеличивается из-за антропогенного воздействия на природную среду (сведения леса).
- Амуро-Бурейский изолят, расположенный в южной части Амурской области между реками Амур и Бурея.

## Образ жизни и питание
Длиннохвостый суслик, как и другие суслики, — обитатель открытых ландшафтов. Предпочитает держаться сухих степей и лесостепей, хотя, в целом, местообитания этого вида крайне разнообразны. Так, в горных районах он поднимается до 3300 м над уровнем моря, населяя горные степи, субальпийские и альпийские луга, поросшие можжевельником. Занимает днища межгорных котловин вплоть до гольцовой зоны; образует поселения на остепнённых участках возвышенностей, сопок, грив, на сухих лугах в поймах рек. Иногда селится на полянах, вырубках и опушках светлых лиственничников, разреженных дубрав и боров, где почва песчаная и в травяном ярусе растут степные растения. В Якутии населяет прогалины-аласы в тайге. Обычен в сельской местности, по железнодорожным насыпям, по межам и полям зерновых культур. Плотность популяции сусликов сильно колеблется в различных биотопах, составляя от 1—2 до нескольких сотен особей на 1 га. Территорию колонии суслики используют совместно и охраняют от «пришельцев».
Живёт длиннохвостый суслик обычно колониями; в таёжной зоне нередко селится одиночно. Норы роет довольно сложные, с 1—3 входами, и протяжённые — длина ходов достигает 12—15 м. Глубина норы зависит от характера почвы; иногда доходит до 3 м. Основной ход заканчивается гнездовой камерой, которая выстлана сухой травой, листьями и шерстью. Имеются отнорки, часть которых используется как уборные, а часть — для кормовых запасов, и «спасательная камера», которая располагается в отнорке, идущим вверх. В ней суслик спасется от затопления при весеннем паводке. Перед спячкой суслик закупоривает входное отверстие норы песчаной пробкой.
На всём ареале длиннохвостые суслики — дневные животные, чья активность начинается после восхода солнца и продолжается до вечера, падая только в полуденные часы. Питаются преимущественно растениями. Рацион зависит от флористического состава местности и изменяется по сезонам. Весной, после спячки суслики поедают подземные части растений (корни, луковицы), сухую прошлогоднюю траву. С появлением на проталинах зелёных ростков переходят на питание ими; к осени в рационе начинают преобладать семена, в том числе хлебных злаков. Длиннохвостые суслики предпочитают растения из семейства бобовых: клевер, люцерну, донник. Охотно едят червей, насекомых и их личинок (особенно саранчовых, жуков, перепончатокрылых). Известны случаи поедания птенцов птиц, гнездящихся на земле, и мышевидных грызунов, а также падали и кухонных отбросов. Осенью запасают в норе корма (до 6 кг семян), которые поедают весной, после пробуждения. В Амурской области суслики обычно делают запасы из зёрен культурных растений: пшеницы, ячменя, овса, гречихи, подсолнуха, гороха, причём разные культуры укладывают в разные кладовые.
Длиннохвостые суслики подвижны и порой удаляются от своих нор на сотни метров. Бегущий суслик легко перепрыгивает некрупные камни, впадины и кустики; на бегу он балансирует длинным хвостом. Испуганный суслик часто бежит в сторону от норы, укрываясь среди камней и растительности. Человека не подпускает ближе, чем на 70—80 м[где?]. Среди издаваемых им звуков особенно характерно отрывистое стрекотание, похожее на сорочье.

## Жизненный цикл
Зиму длиннохвостый суслик, как и другие суслики, проводит в спячке. Её продолжительность и временные рамки различаются в зависимости от части ареала и конкретных климатических условий. Так, в Туве зверьки проводят в спячке около 6,5 месяцев, а в Якутии — 7—7,5 месяцев. Просыпаются длиннохвостые суслики с марта по апрель. Первыми из нор выходят взрослые самцы, а следом, через 10—15 дней — самки. Последними на поверхности появляются молодые суслики.
Размножается длиннохвостый суслик один раз в год. Спаривание происходит весной, сразу же после выхода самок из нор. В этот период самцы очень подвижны, порой уходят на 2 км от своей норы. Продолжительность беременности — около 30 дней; в выводке в среднем 7—8 детёнышей. В июне-июле, в возрасте 27—28 дней детёныши начинают выходить из норы и вскоре расселяются. Половой зрелости достигают на 2-м году жизни.
Длиннохвостые суслики залегают в спячку позже, чем другие суслики. С поверхности они уходят только в сентябре — октябре, причём отдельные суслики активны до ноября и даже до декабря. Порядок залегания в спячку противоположен порядку пробуждения — первыми засыпают взрослые самцы, следом самки и молодняк.
Длиннохвостый суслик ведет менее оседлый образ жизни, чем другие виды. Окольцованных сусликов порой встречали за 100 и более км от места кольцевания, причём при миграции они пересекали такие мощные реки, как Енисей.

## Значение для биоценозов и человека

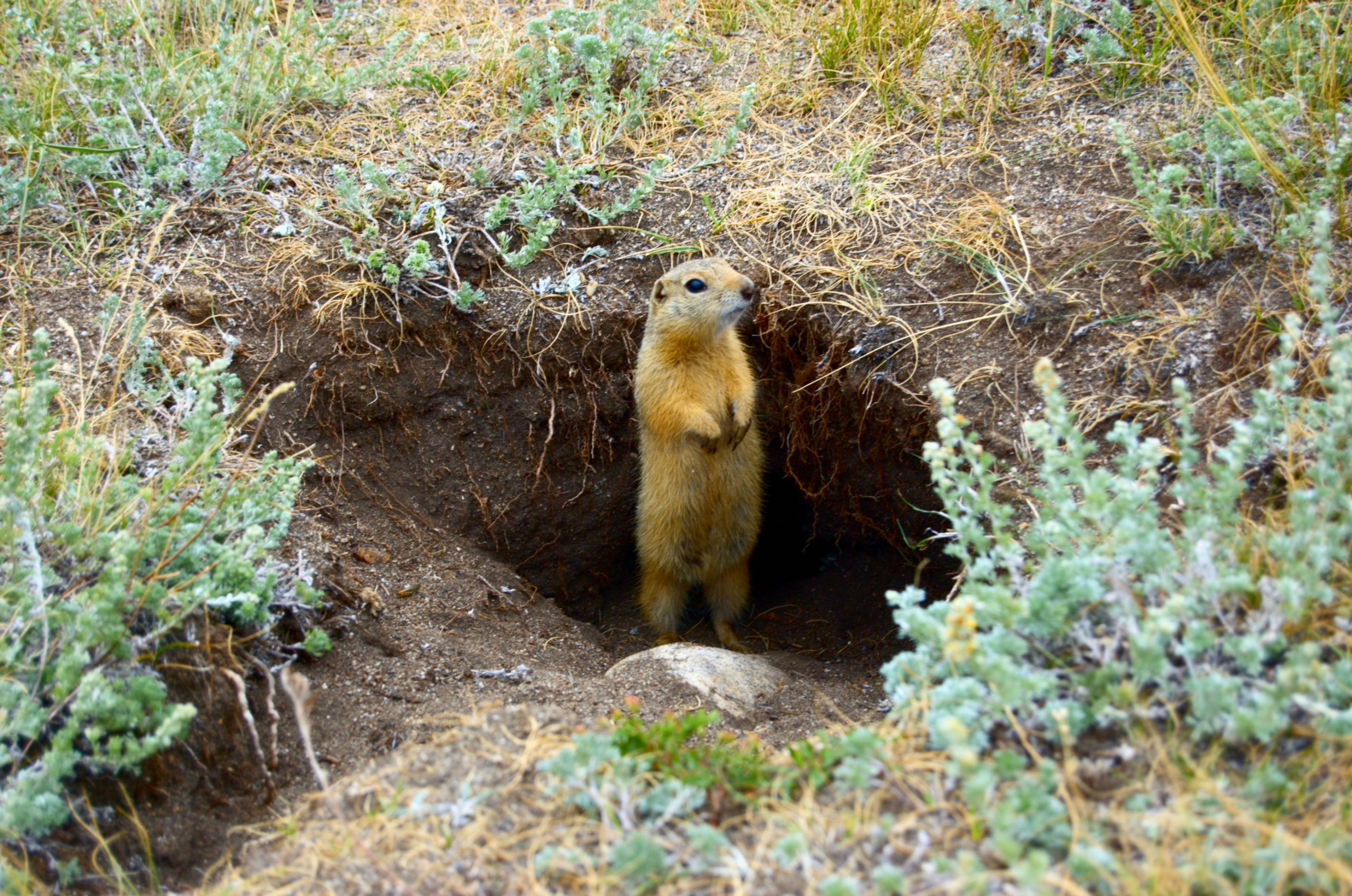
Длиннохвостый суслик на острове Ольхон

Суслики играют определённую роль в почвообразовании, поскольку выбрасывают на поверхность грунт из нижних почвенных горизонтов. Длиннохвостые суслики из-за своей многочисленности имеют большое значение в трофических связях биоценозов. В южных частях ареала (Амурская область, Тува) они служат постоянной добычей хищных зверей (степного хорька, лисицы, корсака) и птиц (балобана, беркута, филина, домового сыча). Длиннохвостый суслик — основной носитель возбудителя чумы в горных районах Тувы. Местами вредит посевам, истребляя зерновые культуры. Даёт мех, жир используется в технических целях.